# Lioplax
Genre
Lioplax est un genre de Gastropoda de la sous-classe des Prosobranchia. Il est de l'ordre des Architaenioglossa et de la famille des Viviparidae.

## Liste des espèces
- Lioplax cyclostomaformis
- Lioplax pilsbryi
- Lioplax subcarinata
- Lioplax sulculosa
- Lioplax talquinensis